# Stebro
Stebro va ser un constructor canadenc de Fórmula 1.
Fundada per John Stevens i Peter Broeker que va ser el pilot que va portar el monoplaça en l'únic Gran Premi que van disputar, el Gran Premi dels Estats Units de la temporada 1963.
En aquest GP, només va poder classificar-se 21è (últim) a 15 segons de la pole, i ja en carrera va assolir un meritori 7è lloc (a 22 voltes), encara que fos pels nombrosos abandonaments que hi va haver.
Amb aquest únic resultat van deixar la F1.
| Any  | Equip         | Pilot         | Nº de GP disputats | GP  |
| ---- | ------------- | ------------- | ------------------ | --- |
| 1963 | Stebro - Ford | Peter Broeker | 1                  | USA |